# Thomas Ammann
Pour les articles homonymes, voir Ammann.
Thomas E. Ammann, né en 2 février 1950 à Ermatingen et mort le 9 juin 1993 à Zurich, est un marchand d'art suisse, galeriste et collectionneur d'art moderne et d'art contemporain. Il était l'un des plus importants galeristes et collectionneurs mondiaux.

## Biographie
Né en 1950 à Ermatingen, en Suisse, il est le cadet de quatre enfants (Eveline, Doris, Susan). Il commence à collectionner des œuvres d'art à l'adolescence. À 18 ans, il part travailler à la Galerie Bruno Bischofberger à Zurich. C'est pendant cette période d'apprentissage qu'Ammann rencontre pour la première fois Andy Warhol qui deviendra un ami proche. 
En 1977, Ammann se lance en affaires en créant la galerie Thomas Ammann Fine Art. Son savoir, son charme, son humour, son look et sa discrétion le mènent au sommet du monde de l'art au milieu de la trentaine. 
En 1988, il est nommé dans la liste du « Panthéon international de la meilleure tenue vestimentaire » (International Best Dressed List Hall of Fame).
Il était homosexuel et meurt du SIDA le 9 juin 1993 à Zurich. Il est enterré au cimetière de Fluntern à Zurich.

## Littérature
- From Twombly to Clemente - Selected works from a Private Collection, Kunsthalle Basel, 1985

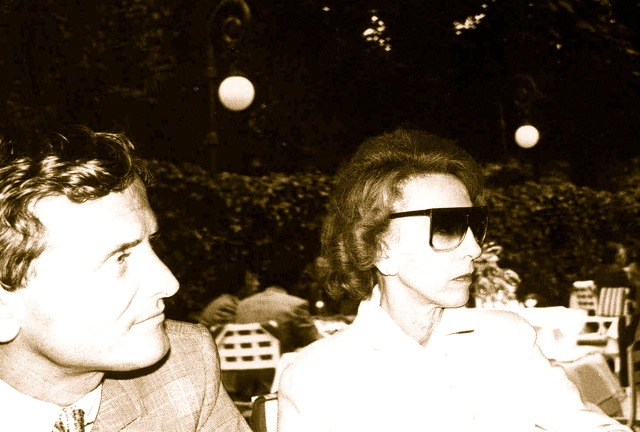
Thomas Ammann et Ina Ginsburg by Andy Warhol, 1981

## Les artistes de Thomas Ammann Fine Art
- Francis Bacon
- Giacomo Balla
- Balthus
- Jean-Michel Basquiat
- Max Beckmann
- Ross Bleckner
- Constantin Brancusi
- Georges Braque
- Alexander Calder
- Eric Fischl
- Alberto Giacometti
- Damien Hirst
- Neil Jenney
- Jasper Johns
- Wassily Kandinsky
- Ernst Ludwig Kirchner
- Paul Klee
- Willem de Kooning
- Fernand Léger
- Roy Lichtenstein
- Brice Marden
- Agnes Martin
- Henri Matisse
- Joan Miró
- Barnett Newman
- Albert Oehlen
- Pablo Picasso
- Jackson Pollock
- Mark Rothko
- Robert Ryman
- Philip Taaffe
- Cy Twombly
- Andy Warhol